# Éclaireurs salutistes du Congo
 (janvier 2012).
Si vous disposez d'ouvrages ou d'articles de référence ou si vous connaissez des sites web de qualité traitant du thème abordé ici, merci de compléter l'article en donnant les références utiles à sa vérifiabilité et en les liant à la section « Notes et références ».
Pour les articles homonymes, voir ESC.
Les Éclaireurs salutistes du Congo (ESC) sont une association scoute de l’Armée du salut dans le territoire du Congo-Brazzaville.

## Description
Sous la Direction du Quartier Général Territorial de l'Armée du salut agissant par la voie du Secrétaire Territorial des Œuvres de Jeunesse, cette association a une existence juridique et une personnalité morale. Conduite par le Commissariat National, elle est dirigée de nos jours par le Chef Castor, Commissaire général. Regroupant les jeunes salutistes et non salutistes, sans distinction de sexe, de foi ou d'opinion politique, l'association est membre du Conseil du scoutisme congolais (COSCO). Elle entend faire partie de l’OMMS ensemble avec tous les scouts de la République du Congo.

## Historique
Le scoutisme de l’Armée du salut qui prendra la dénomination d'Éclaireurs Salutistes du Congo, (E.S.C) est lancé en 1960 à l’instigation de la capitaine Roseline Griolet alors Secrétaire National de Jeunesse et un groupe de cadres congolais. Emboîtant le pas à plusieurs territoires, la jeunesse congolaise se lance aussi dans ce mouvement qui est le scoutisme pour son encadrement. Parti du poste de Bacongo, dans le quartier Dahomé, celui-ci s’étend très vite pour couvrir tout le territoire.
Cinq ans après la mise sur pied des premières unités ESC, le scoutisme salutiste ainsi que tous les autres mouvements juvéniles congolais doivent être rangés aux placards. En effet, le 19 septembre 1965, pour se conformer à la donne sociopolitique d’alors, le pays étant passé au monopartisme depuis 1963, toutes les jeunesses se muent en jeunesse unique pépinière de l’idéologie marxiste : le Mouvement National des Pionniers, MNP en sigle. Le MNP est une forme sous-jacente du scoutisme dénudée de la notion de Dieu et servant de fer de lance à l’idéologie marxiste.
Le 10 juin 1990, à l’occasion de la deuxième conférence nationale du Congo, le libre mouvement associatif est relancé. De même le scoutisme. C’est au congrès national de jeunesse ténu à Pointe-Noire du 13 au 19 septembre 1994 que le scoutisme de l’Armée du salut est relancé. 
De retour à Brazzaville, les premiers contacts avec les adultes pouvant encadrer le scoutisme vont avoir lieu dans la salle du cinquantenaire au Plateau des 15 ans. Des concertations naîtra la convocation du premier camp d’imprégnation des futurs cadres tenu à Mabenga en décembre de l’année 1994. Au même moment et peu de temps après, plusieurs groupes voient le jour dans les différents postes que compte la région de Brazzaville. 
Le Département Territorial des Œuvres de jeunesse métra en place une équipe de relance de cinq personnes pour conduire à bon port ce travail. Deux autres camps suivront en janvier et février 1995 dans l’enceinte de l’École de Formation pour officiers (EFO) à Nzoko. Le 3 mars 1995, la première vague des cadres et dirigeants des Éclaireurs Salutistes du Congo faisaient la promesse dans la salle du cinquantenaire. Le 31 décembre 1995, toujours dans la salle du cinquantenaire au plateau des 15 ans, les premiers louveteaux, éclaireurs et routiers de l'association font la promesse.

## But et Organisation
Les Éclaireurs Salutistes du Congo, sont un mouvement éducatif qui s'inscrit dans le cadre de l’éducation non formelle. C'est un mouvement des jeunes, filles et garçons, sans distinction d'origine, de couleur, de religion ni d'obédience quelconque. Il propose une éducation progressive selon les groupes d'âge, reposant sur l'action, le jeu, la nature, la confiance en soi, la conscience de l'autrui et le sens de la responsabilité. Par la vie dans des petits groupes, au sein desquels les jeunes exercent des responsabilités, ils vivent le sens de l'honneur et du respect de la parole donnée. Ainsi, chacun d'eux devient le principal acteur de son propre développement pour devenir une personne autonome, solidaire, responsable et engagé. Les jeunes font de la loi de l'éclaireur et de la promesse un système de valeur pour construire des citoyens complets et utiles pour leur communauté, leur pays et la communauté internationale. 
Pour atteindre l'idéal scout et accompagner les jeunes, l'association des Éclaireurs Salutistes du Congo a besoin des adultes. Bénévoles, engagés, ils animent des unités de commandement qui sont organisés selon la hiérarchie suivante :
- Le Congrès ;
- Le Conseil national ;
- Le commissariat  national ;
- Les commissariats régionaux ;
- Les commissariats des districts ;
- Les groupes locaux ;
- Les maîtrises des unités.

Les unités de contrôle de l’exécutif sont le congrès et les Conseils.

## Affiliations
Les Éclaireurs Salutistes du Congo sont affiliés au Conseil du scoutisme congolais, ensemble avec l'Association des scouts et guides du Congo, les Éclaireurs Kimbaguistes du Congo, les Éclaireurs Unionistes du Congo et les Éclaireurs Pluralistes du Congo. 
C'est à l'Association des Scouts et Guides du Congo que revient la charge de conduire l’association en prenant la présidence du commissariat exécutif. Le Conseil du Scoutisme Congolais (COSCO) ayant laissé la place au Mouvement du Scoutisme Congolais (MSC), tout naturellement, les Éclaireurs Salutistes du Congo sont membres fondateurs de cette nouvelle association. La direction nationale de la nouvelle association est confiée aux Éclaireurs Salutistes du Congo.